# Stade Arue
Stade Arue – to piłkarski stadion w Arue na Tahiti w Polinezji Francuskiej. Jest obecnie używany głównie dla meczów piłki nożnej. Jest areną domową klubu AS Arue.